# Руйвайнш (Вила-Нова-ди-Фамаликан)
Руйва́йнш (порт. Ruivães) — населённый пункт и район в Португалии, входит в округ Брага. Является составной частью муниципалитета Вила-Нова-ди-Фамаликан. Находится в составе крупной городской агломерации Большое Минью. По старому административному делению входил в провинцию Минью. Входит в экономико-статистический субрегион Аве, который входит в Северный регион. Население составляет 2117 человек на 2001 год. Занимает площадь 2,72 км².
Покровителем района считается Иисус Христос (порт. Divino Salvador).